# Róbert Waltner
Róbert Waltner (en húngaro:Waltner Róbert; Kaposvár, Hungría, 20 de septiembre de 1977) es un exjugador y actual entrenador de fútbol húngaro. En su etapa como jugador profesional se desempeñaba como delantero.

## Trayectoria
Debutó en el Kaposfő SC y posteriormente jugó para el Kaposvári Rákóczi, Videoton y Újpest. Después jugó en el Zalaegerszegi TE, club al que regresó muchas veces tras sus pasos por Boca Juniors, Anorthosis Famagusta, Vasas y Al-Dhafra, pero nunca estuvo por más de tres temporadas consecutivas. Es el máximo goleador histórico del Zalaegerszegi TE, el equipo que venció al Manchester United en 2002, en el partido de ida de la tercera ronda de clasificación de la Liga de Campeones de la UEFA 2002-03. Después de un breve período en el Oriente Medio, Waltner volvió a Zalaegerszeg otra vez, y en 2009, firmó con el SV Mattersburg de Austria. No podía hacer historia en su nuevo club, pero estaba disfrutando del esquí en los Alpes. Después de la temporada 2011-12, Waltner regresó a su ciudad natal, firmando un acuerdo de 2+1 años con el Kaposvári Rákóczi. Tras de un breve paso por el BFC Siófok, en 2014 fichó por el Lombard-Pápa TFC, club donde se retiró a mediados de 2015.
Comenzó su carrera como entrenador en 2015. En 2019, consiguió el ascenso a la Nemzeti Bajnokság I con el Kaposvári Rákóczi. Posteriormente, dirigiría al Siófok, Zalaegerszeg y Paksi.

## Selección nacional
Fue internacional con la selección de fútbol de Hungría en 6 ocasiones.

## Clubes

### Como jugador
| Club                 | País                   | Año       | Partidos | Goles |
| -------------------- | ---------------------- | --------- | -------- | ----- |
| Kaposfő SC           | Hungría                | 1995-1996 | 15       | 6     |
| Kaposvári Rákóczi FC | Hungría                | 1997-1998 | 29       | 7     |
| Videoton FC          | Hungría                | 1998-1999 | 32       | 12    |
| Újpest FC            | Hungría                | 1999-2000 | 13       | 3     |
| Zalaegerszegi TE     | Hungría                | 2000-2002 | 70       | 29    |
| Boca Juniors         | Argentina              | 2002-2003 | 0        | 0     |
| Anorthosis Famagusta | Chipre                 | 2003-2004 | 5        | 1     |
| Zalaegerszegi TE     | Hungría                | 2004-2005 | 30       | 17    |
| Vasas SC             | Hungría                | 2005-2006 | 39       | 5     |
| Zalaegerszegi TE     | Hungría                | 2006-2009 | 71       | 46    |
| → Al-Dhafra (cedido) | Emiratos Árabes Unidos | 2007-2008 | 13       | 9     |
| SV Mattersburg       | Austria                | 2009-2012 | 68       | 18    |
| Kaposvári Rákóczi FC | Hungría                | 2012-2014 | 31       | 9     |
| BFC Siófok           | Hungría                | 2014      | 4        | 0     |
| Lombard-Pápa TFC     | Hungría                | 2014-2015 | 17       | 1     |

### Como entrenador
| Club                            | País    | Año       |
| ------------------------------- | ------- | --------- |
| Oberpetersdorf                  | Austria | 2015-2016 |
| Zalaegerszegi TE sub-19         | Hungría | 2016      |
| Bene Ferenc Akadémia sub-19     | Hungría | 2016      |
| Kaposvári Rákóczi sub-19        | Hungría | 2016-2017 |
| Kaposvári Rákóczi FC (interino) | Hungría | 2016      |
| Kaposvári Rákóczi FC            | Hungría | 2017-2020 |
| BFC Siófok                      | Hungría | 2020-2021 |
| Zalaegerszegi TE                | Hungría | 2021-2022 |
| Paksi FC                        | Hungría | 2022-2023 |

## Palmarés

### Campeonatos nacionales
| Título              | Club             | País    | Año  |
| ------------------- | ---------------- | ------- | ---- |
| Nemzeti Bajnokság I | Zalaegerszegi TE | Hungría | 2002 |

### Distinciones induviduales
| Distinción                                | Año  |
| ----------------------------------------- | ---- |
| Máximo goleador de la Nemzeti Bajnokság I | 2008 |